# New World Development
New World Development est un conglomérat présent dans l'immobilier, dans la logistique et le transport, basé à Hong Kong.

## Histoire
En décembre 2018, la filiale de New World Development, NWS Holdings annonce l'acquisition de FTLife Insurance pour l'équivalent de 2,8 milliards de dollars.